# Старая Сунжа
Ста́рая Су́нжа (чечен. Соьлже) — упразднённое село в Грозненском районе Чечни. В 2009 году включено в состав города Грозный и исключено из учётных данных.
В настоящее время представляет собой внутригородской посёлок в составе Ахматовского района города.
До 2009 года село Старая Сунжа входило в состав Грозненского района, и являлся административным центром Старо-Сунженского сельского поселения.

## География
Посёлок расположен на правом берегу реки Сунжа, у восточной окраины города Грозный.
Ближайшие населённые пункты: на северо-востоке — станица Горячеисточненская и Петропавловская, на северо-западе — посёлок Алхан-Чурт, на юге — посёлок Ханкала, на востоке — село Беркат-Юрт.

## История
До 1 августа 1934 года Старо-Сунженская входила в Петропавловский район.
1 августа 1934 года ВЦИК постановил образовать в Чечено-Ингушской автономной области новый Грозненский район, с центром в городе Грозном, включив в его границы территорию упраздняемого Петропавловского района.
10 марта 2009 года село Старая Сунжа Грозненского района было упразднено и включено в состав города Грозный.

## Население
Национальный состав
По данным Всероссийской переписи населения 2002 года:
| № | Национальность | Численность, чел. | Доля   |
| - | -------------- | ----------------- | ------ |
| 1 | чеченцы        | 7 650             | 97,5 % |
| 2 | ингуши         | 123               | 1,6 %  |
| 3 | русские        | 43                | 0,5 %  |
| 4 | другие         | 27                | 0,4 %  |

## События
27 сентября 1999 года в пригороде Грозного — селе Старая Сунжа, 4 штурмовика Су-25 нанесли ракетно-бомбовый удар по жилому кварталу. Были уничтожены два дома и сильно повреждены четыре. В подвале гаража по адресу: ул. Батукаева, д.6 убито как минимум шесть человек: семья Темирсултановых — Рамзан 34 лет, его мать Таус 62 лет, его дочь 5 лет, и их знакомая Хаджиханова (Алиева) Лиза 21 года, беременная женщина с двумя детьми — 3 лет и 1,5 лет. В соседнем доме погиб Умхаев Абдул 48 лет.